# San Miguel el Alto (kommun)
San Miguel el Alto är en kommun i Mexiko.   Den ligger i delstaten Jalisco, i den centrala delen av landet, 400 km nordväst om huvudstaden Mexico City.
Följande samhällen finns i San Miguel el Alto:
- San Miguel el Alto
- Belem
- El Bajío
- El Mastranzo
- San Jorge
- San José del Cuarto
- Llano de los Conejos
- Jesús María